# Winter-Paralympics 2006/Teilnehmer (Chile)
| stlisierte Goldmedaille | stlisierte Silbermedaille | stlisierte Bronzemedaille |
| ----------------------- | ------------------------- | ------------------------- |
| —                       | —                         | —                         |

Chile nahm an den Winter-Paralympics 2006 in Turin mit einer Delegation von zwei Athleten teil.

## Teilnehmer nach Sportarten

### Sledge-Eishockey
Keine chilenischen Teilnehmer.

### Ski Alpin
Herren:
- Jorge Migueles
Slalom, stehend: 43. Platz
Riesenslalom, stehend: DNF
- Tomas del Villar
Slalom, sitzend: 28. Platz
Riesenslalom, sitzend: 38. Platz

### Ski Nordisch (Biathlon und Skilanglauf)
Keine chilenischen Teilnehmer.

### Rollstuhlcurling
Keine chilenischen Teilnehmer.